# 山形和幸
山形 和幸（やまがた かずゆき、1953年4月7日 - ）は、山口県出身の元プロ野球選手。ポジションは捕手。

## 来歴・人物
山口県桜ヶ丘高等学校では2年生の時、1年上の吉武正成とバッテリーを組み、1970年春季中国大会県予選準決勝に進むが早鞆高に完封負け。同年夏の甲子園県予選でも、準決勝で松崎泰治のいた防府商に惜敗した。その後は新チームとなり、1年下の木本茂美を主戦投手として秋季中国大会県予選準決勝に進むが、柳井高に敗退。
1971年のドラフトに広島から6位指名され入団。強肩強打の捕手として期待されたが、最初の年のキャンプでスライディング・キャッチ練習で肩をケガ、野球選手としての道を断たれた。
一軍公式戦に出場がなく、1973年限りで引退。

## 詳細情報

### 年度別投手成績
- 一軍公式戦出場無し

### 背番号
- 56 （1972年 - 1973年）